# فیلیپس (ویسکانسین)
فیلیپس، ویسکانسین  (به انگلیسی: Phillips) شهری در شهرستان پرایس ایالت ویسکانسین است که در سال ۱۸۹۱ بنیان‌گذاری شده‌است. این شهر طبق سرشماری سال ۲۰۱۰ میلادی ۱٬۴۷۸ نفر جمعیت داشته‌است.

## نگارخانه

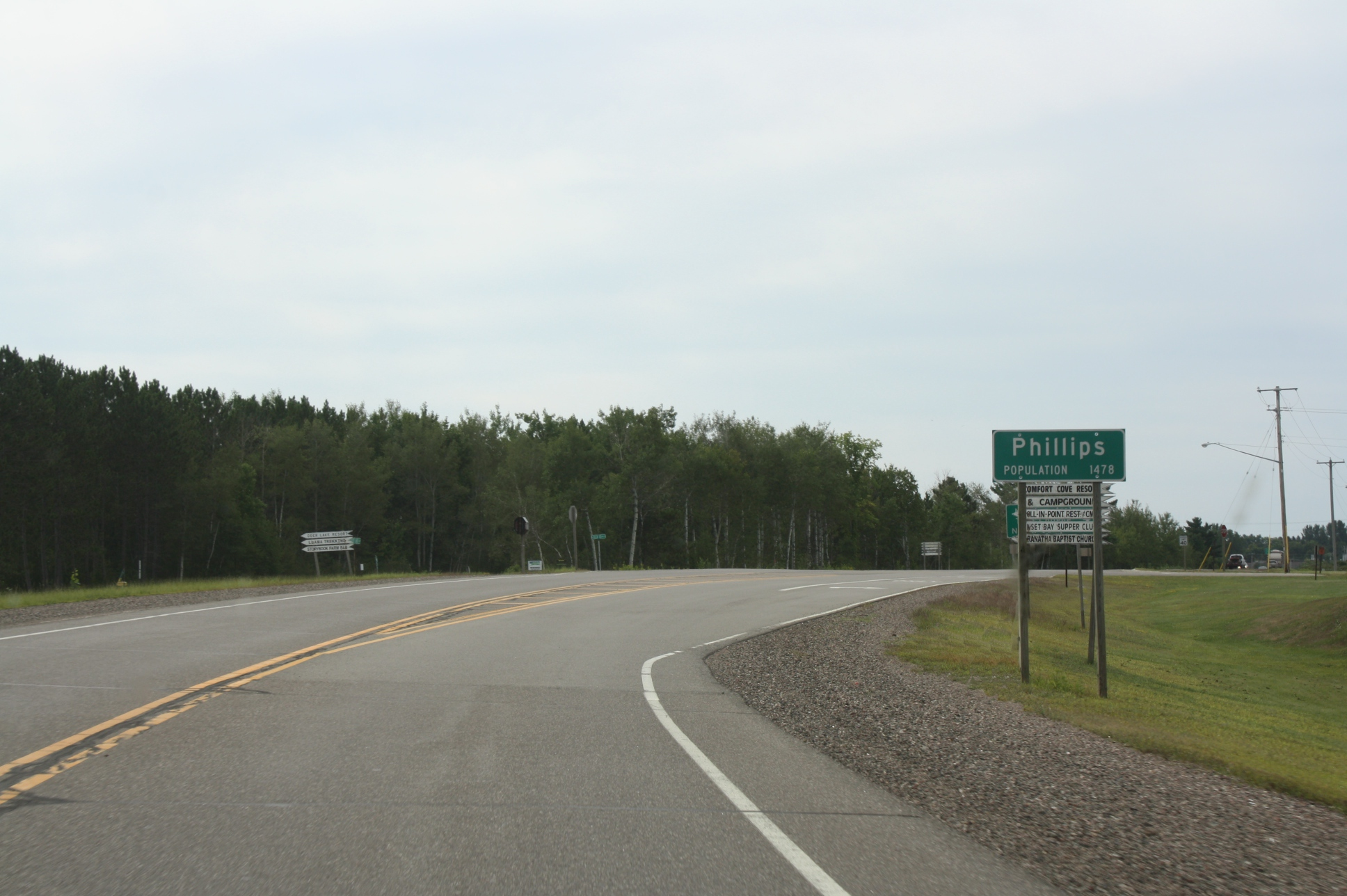
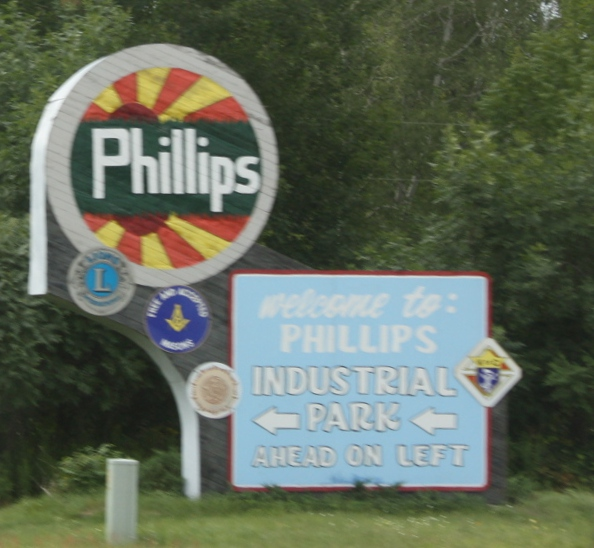
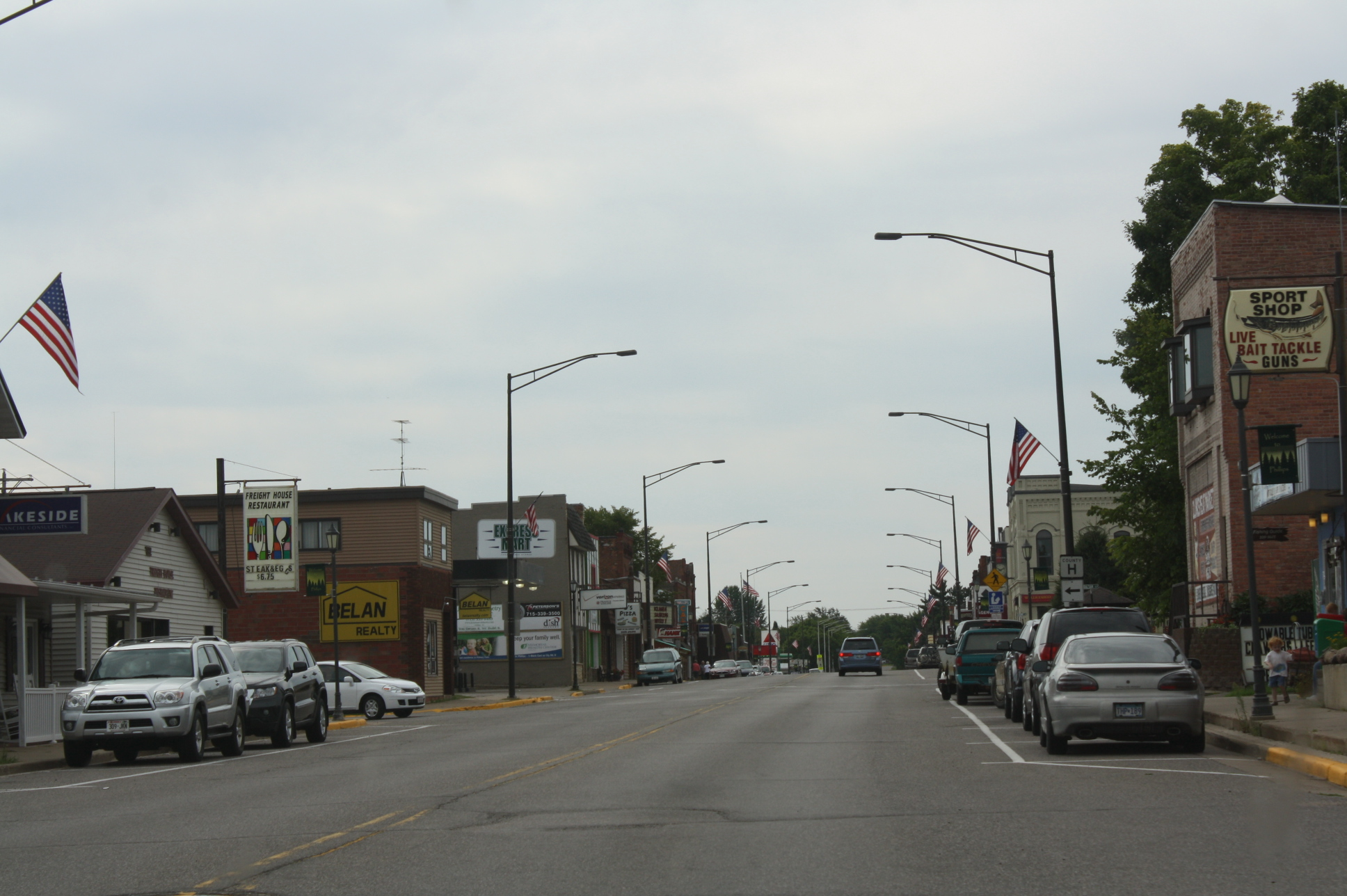